# Svevlad Ier
 (juillet 2022).
Améliorez-le ou discutez des points à vérifier. 
Svevlad Ier ou Semoaldo (en serbe en écriture cyrillique : Свевлад, né vers le IIIe siècle en Transylvanie et peut-être mort vers le milieu du Ve siècle) est un monarque légendaire ayant régné sur le territoire de la Roumanie actuelle[Information douteuse]. 
Il est l'ancêtre d'une dynastie serbo-gothique, présent dans les textes latins[Lesquels ?]., il serait le père de Brus, Totila et d'Ostroilo[Information douteuse],,,.